# Die bösen Mütter
Die bösen Mütter (Le cattive madri) ist eines der bekanntesten Gemälde des Malers Giovanni Segantini. Es stammt aus dem Jahr 1894 und ist das jüngste von vier Bildern, in denen Segantini das Motiv der „Frau im Baum“ aufgreift. Die drei anderen Bilder sind „Die Frucht der Liebe“ (Il frutto dell’amore) aus dem Jahr 1889, „Die Strafe der Wolllüstigen“ (Il castigo delle lussuriose) von 1891 und „Engel des Lebens“ (L’angelo della vita) von 1894. Die Bilder sind Segantinis erste symbolistische Arbeiten.

## Ursprung
Den zwei Winterbildern liegt das Gedicht „Nirwana“ zugrunde, das sich auf eine buddhistische Legende bezieht und vom Mönch Pandjavalli de Mairondapa im 12. Jahrhundert in Sanskrit verfasst wurde. Segantinis Freund Luigi Illica übersetzte das Gedicht ins Italienische. Es lautet:
Dort oben in den unendlichen Räumen des Himmels / strahlt Nirwana

dort, hinter den strengen Bergen mit grauen Zacken /

scheint Nirwana!

[…] So die böse Mutter im eisigen Tal / durch ewige Gletscher

wo kein Ast grünt und keine Blume blüht / schwebt umher.

Kein Lächeln, keinen Kuß bekam dein Sohn / o unnütze Mutter?

So wird das Schweigen dich quälen / schlagen und stoßen

eisige Larve in den Augen Tränen / aus Eis gemacht!

Seht sie an! Mühsam wankt sie / wie ein Blatt! …

Und um ihren Schmerz ist nur Schweigen; / die Dinge schweigen.

Jetzt aus dem eisigen Tal / erscheinen Bäume!

Dort aus jedem Ast ruft laut eine Seele / die leidet und liebt;

und das Schweigen ist besiegt und die so menschliche /

Stimme sagt:

„Komm! Komm zu mir o Mutter! gib mir die Brust, das Leben, ich habe vergeben!…“

Das Phantasma zu dem süßen Ruf /

fliegend eilt und bietet dem zitternden Ast / die Brust, die Seele,

oh Wunder! Sieh! Dem Ast schlägt ein Herz! Der Ast hat Leben!

Nun! Es ist das Gesicht eines Kindes, das an der Brust saugt /

gierig und küßt …!

## Mutterschaft
Das Thema der Mutter, die ihrem Neugeborenen die Liebe verweigert und erst nach langem Leiden in der Wiedervereinigung mit dem Kind erlöst wird, traf Segantini zutiefst. Er hatte seine Mutter verloren, als er sieben Jahre alt war und wurde später von seiner Halbschwester verstoßen. Das mag ein Grund sein, warum er als Erwachsener die Mutterschaft zu einem Ideal verklärte und die gute Mutter zur säkularen Madonna erhöhte, die sich mit der Schöpfung in Einklang weiß. Möglicherweise unfähig, sich mit dem eigenen Verlust und dem Gefühl des Verstoßenseins abzufinden, malte er die Bilder, in denen schlechte Mütter und herzlose Frauen für ihre Taten leiden müssen. Segantinis Enkelin Gioconda Leykauf-Segantini schrieb: „Einen tiefen Eindruck hinterließ beim Großvater die Lektüre des Gedichts ‚Nirwana‘ von Luigi Illica. Es kreist um das Thema der verweigerten Mutterschaft, um die Bestrafung der bösen Mütter, die langes Leid zu erdulden haben, ehe ihnen Erlösung zuteil wird.“

## Bilder

### Die Frucht der Liebe (1889)

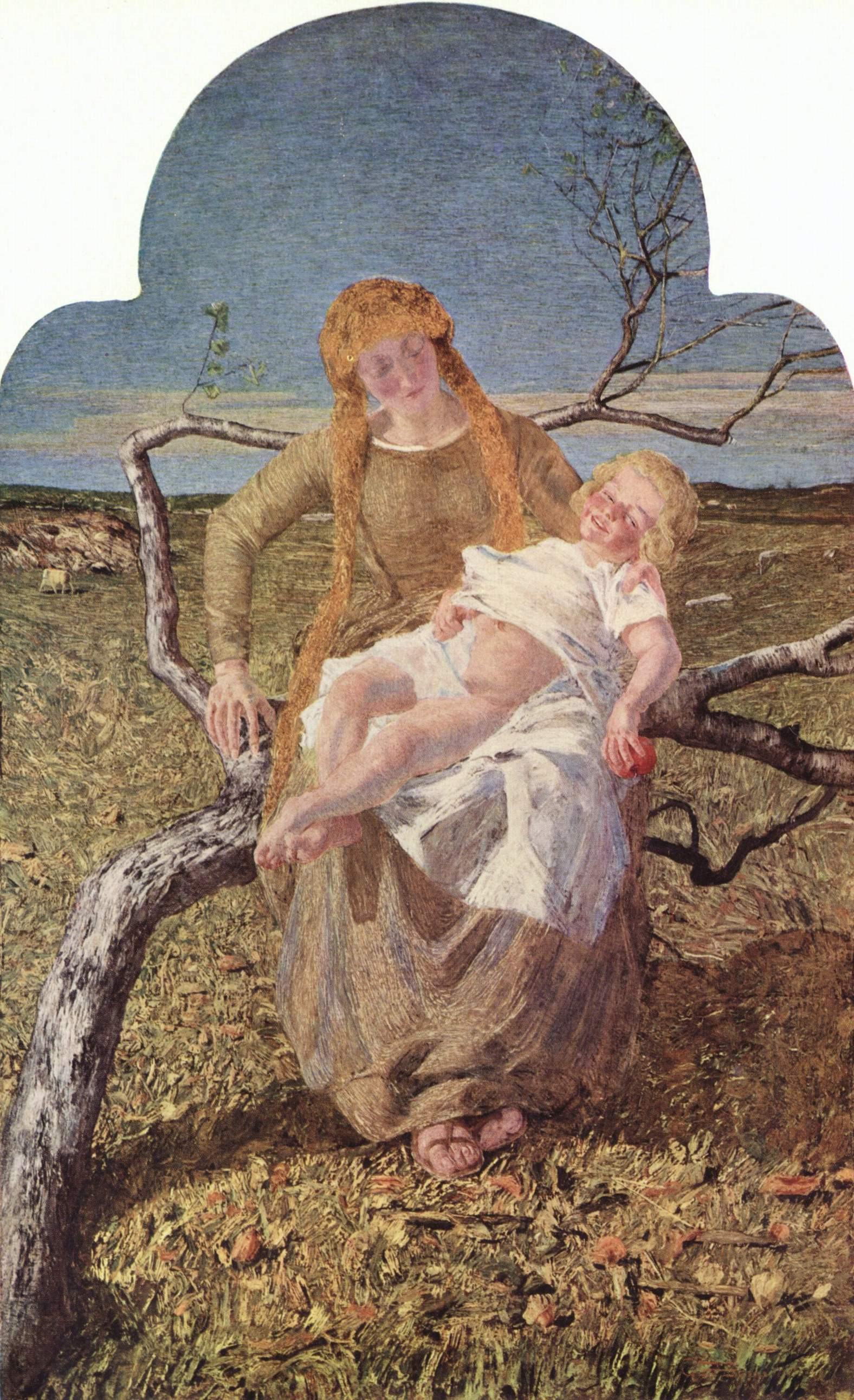
Die Frucht der Liebe
Il frutto dell’ amore

Zusammen mit dem Bild „Engel des Lebens“ bildet „Die Frucht der Liebe“ das Gegenstück zu „Die bösen Mütter“ und „Die Strafe der Wolllüstigen“. Das Motiv erinnert an die Darstellung der „Madonna mit dem Kind“, die die Heiligkeit und Mutterschaft der Jungfrau Maria zeigt, verbunden mit der Fruchtbarkeit der Natur: Der Baum, ein Symbol des Lebensbaums, beginnt eben auszutreiben und zeigt erste Blätter. Segantini malte eine friedliche und harmonische Mutter-Kind-Beziehung, auch wenn die Haltung der Mutter und die rechte Hand, die nicht das Kind umfasst, sondern auf einem Ast ruht, eine gewisse Distanziertheit zeigt.
Die langen rotblonden Haare der Mutter, die sich in anderen Bildern in den Ästen verfangen haben, fallen ihr in zwei langen Strähnen gelöst über die Schulter. Das schon etwas ältere Kind ist locker in ein schleierartiges durchsichtiges Tuch gehüllt. Es lächelt glücklich und entspannt, in der linken Hand hält es einen Apfel. Im Hintergrund links weidet eine Kuh, auch wenn die Weide noch braun ist, als ob der Schnee eben erst geschmolzen wäre.
Das Bild ist im Besitz des Museums der bildenden Künste, Leipzig.

### Die Strafe der Wolllüstigen (1891)

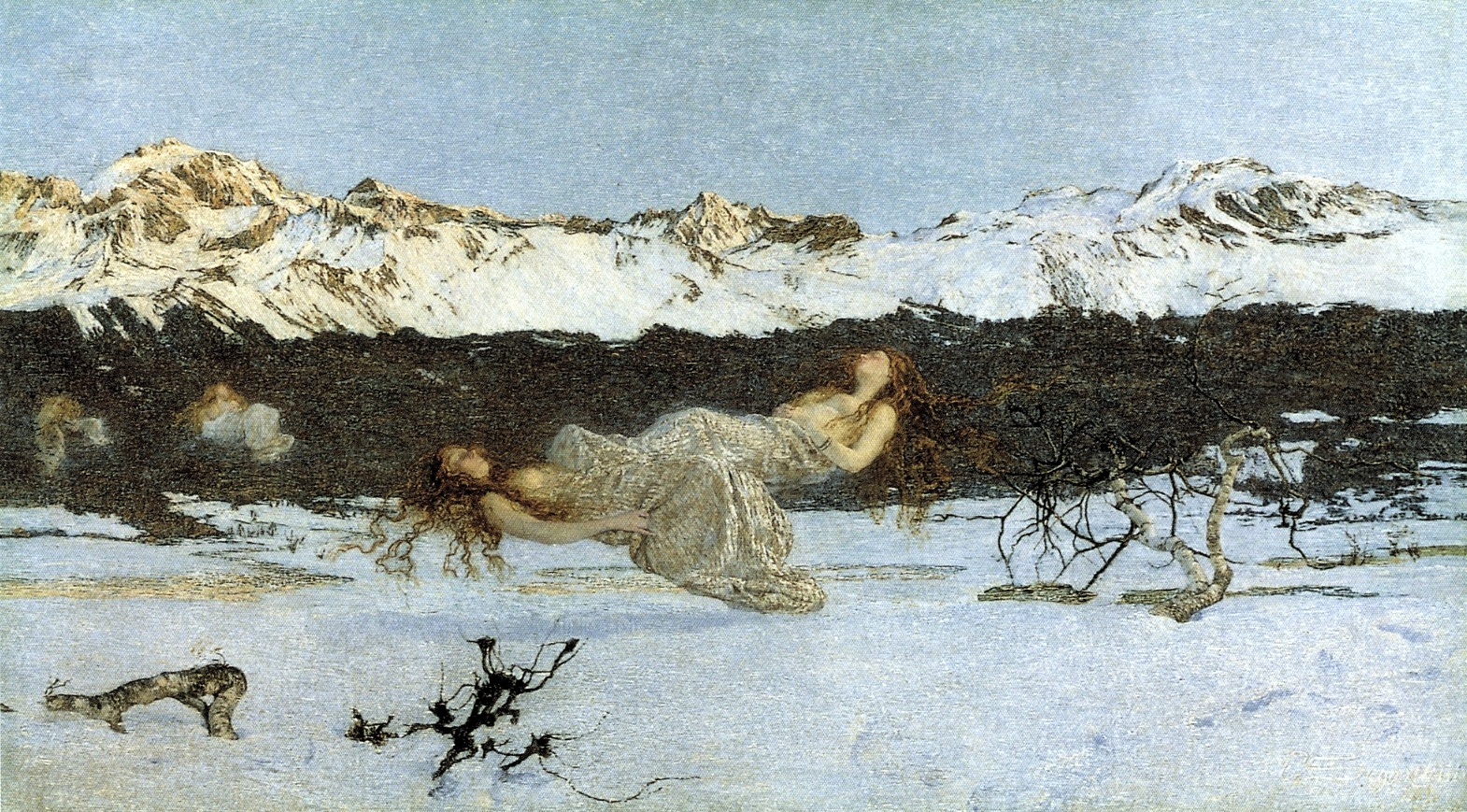
Die Strafe der Wolllüstigen
Il castigo delle lussuriose

Zwei halb entblößte Frauen treiben nebeneinander, auf halber Höhe über dem Boden schwebend, schlafend durch eine eisige Berglandschaft. Die langen roten Haare der einen haben sich in den Ästen einer Birke verfangen, die aus dem Schnee ragt. Eine zweite Birke ist links halb im Schnee begraben. Links im Hintergrund schweben zwei weitere Frauen.
Segantinis Haltung gegenüber Frauen war geprägt vom Geist der Zeit, in der Frauen zuhause bleiben und nach den Kindern schauen sollten. Obgleich er sich in seinem Privatleben nicht an die katholischen Regeln hielt – er weigerte sich zum Beispiel, seine Lebensbegleiterin und Mutter seiner vier Kinder, Bice Bugatti, zu heiraten –, war sein Werk stark von religiösen Ideen beeinflusst. Er verurteilte die Frauen, die die Mutterschaft verweigerten und nur die Freuden der Liebe genossen; sie waren für ihn böse, eitel und unfruchtbar.
Segantini beschreibt in diesem Bild eine Stelle aus dem oben zitierten Gedicht: „So die böse Mutter im eisigen Tal durch ewige Gletscher, wo kein Ast grünt und keine Blume blüht, schwebt umher…“
Die schwebende Figur stellt die Seele von Frauen dar, die abgetrieben haben und gezwungen sind, zur Strafe in einem eisigen Tal zu treiben und auf Erlösung zu warten. Als Gegensatz zur Hitze ihrer Leidenschaft zu Lebzeiten ist die Strafe dieser Seelen eine lange Reise durch eine gebirgige Schneelandschaft, wo es still und kalt ist. Der dürre Baum fängt das fließende Haar einer der Frauen in seinen Ästen ein, als ob sogar die Landschaft es nicht ertragen könne, diese ‚widernatürlichen’ Kreaturen vorbeizulassen, ohne Rache zu nehmen.
Das Bild ist im Besitz der Walker Art Gallery, Liverpool.

### Die bösen Mütter (1894)

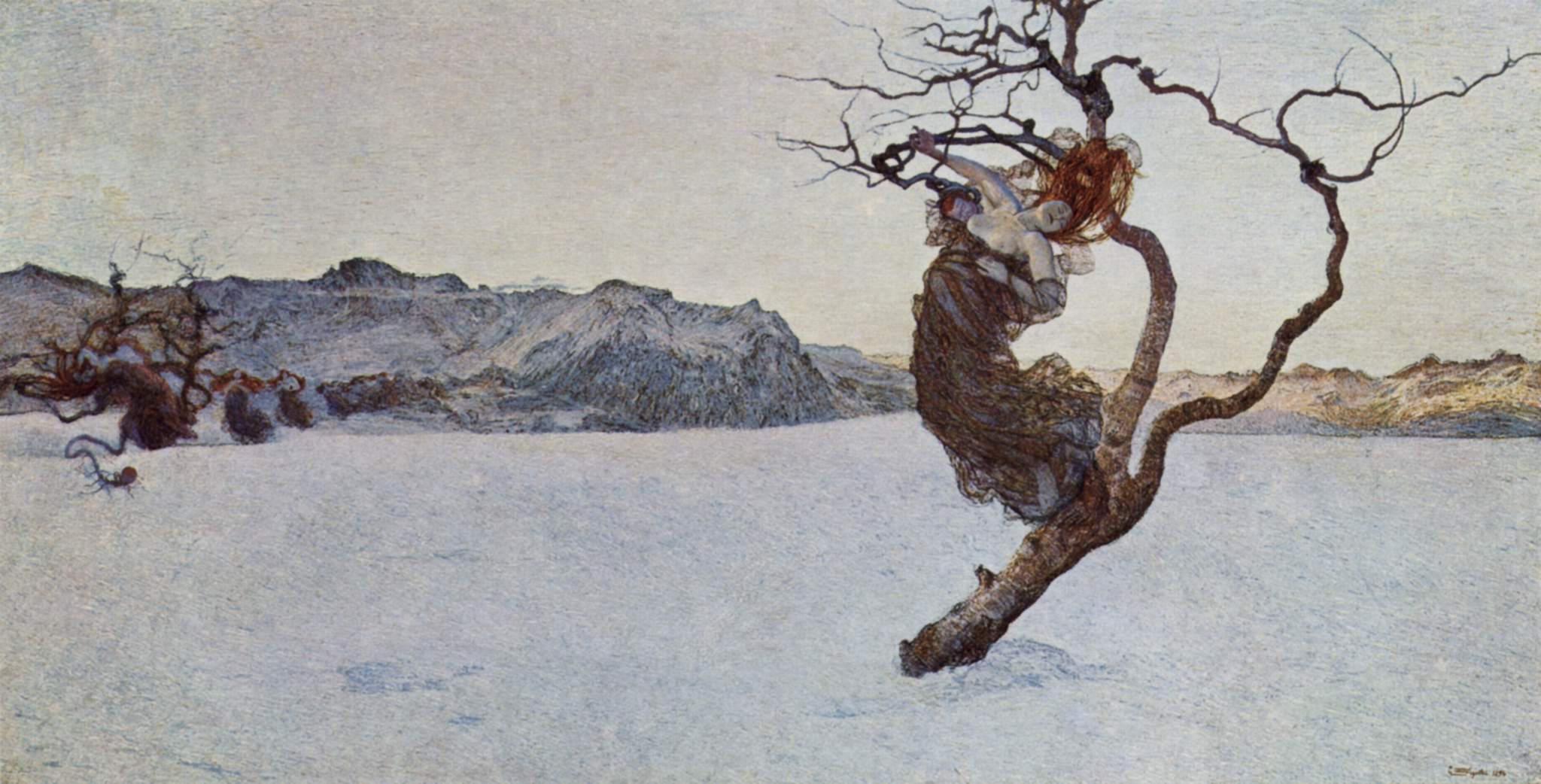
Die bösen Mütter
Le cattive madri

In der winterlichen Landschaft der Alp Tussagn östlich von Savognin mit Blick gegen den Piz Toissa und Piz Curvér ragt in der rechten Bildhälfte eine Birke aus dem Schnee. In einer Gegenschwingung zur Biegung des Baumes schwebt vor dem Baum eine Frau mit geschlossenen Augen; ihre rotblonden Haare hängen über die Äste. Ihr nackter Körper wird von einem schleierartigen Gewand umspielt, das den wie von einer Schwangerschaft gewölbten Bauch durchscheinen lässt. An ihrer rechten Brust saugt ein Kinderkopf, der aus einem nabelschnurartig verdrehten Ast wächst, wie im Gedicht beschrieben.
Die Haltung der Frau scheint gleichzeitig Freude und Schmerz zu zeigen. Das trinkende Kind ist der Mutter ein sinnliches Erlebnis, was durch den rückwärts weggedrehten Kopf und die geöffneten Lippen ausgedrückt wird. Im Gedicht bietet die Mutter dem rufenden Kind neben der Brust auch die Seele. Segantini drückt dies durch die Form der großen Äste und des Frauenkörpers aus, die zusammen ein Herz bilden. Nachdem das Kind der Mutter vergeben hat und die Leidenszeit zu Ende ist, können Mutter und Kind zusammen in die Erlösung schweben, in das im Hintergrund golden aufschimmernde Nirwana.
Im Hintergrund sind zwei weitere Gruppen von Frauen erkennbar: Eine Dreiergruppe auf der linken Seite sowie eine weitere rechts davon. Das Kind der Frau links durchstößt eben die Eisschicht, wobei die Mutter, durch ihr Haar verwachsen mit dem Baum, durch eine Wurzel mit ihrem Kind wie mit einer Nabelschnur verbunden ist. Rechts, etwas hinter dieser Szene, schweben zwei Frauen, die sich aus ihren Bäumen befreien konnten.
Das Bild ist im Besitz der Österreichischen Galerie Belvedere, Wien.

### Engel des Lebens (1894)

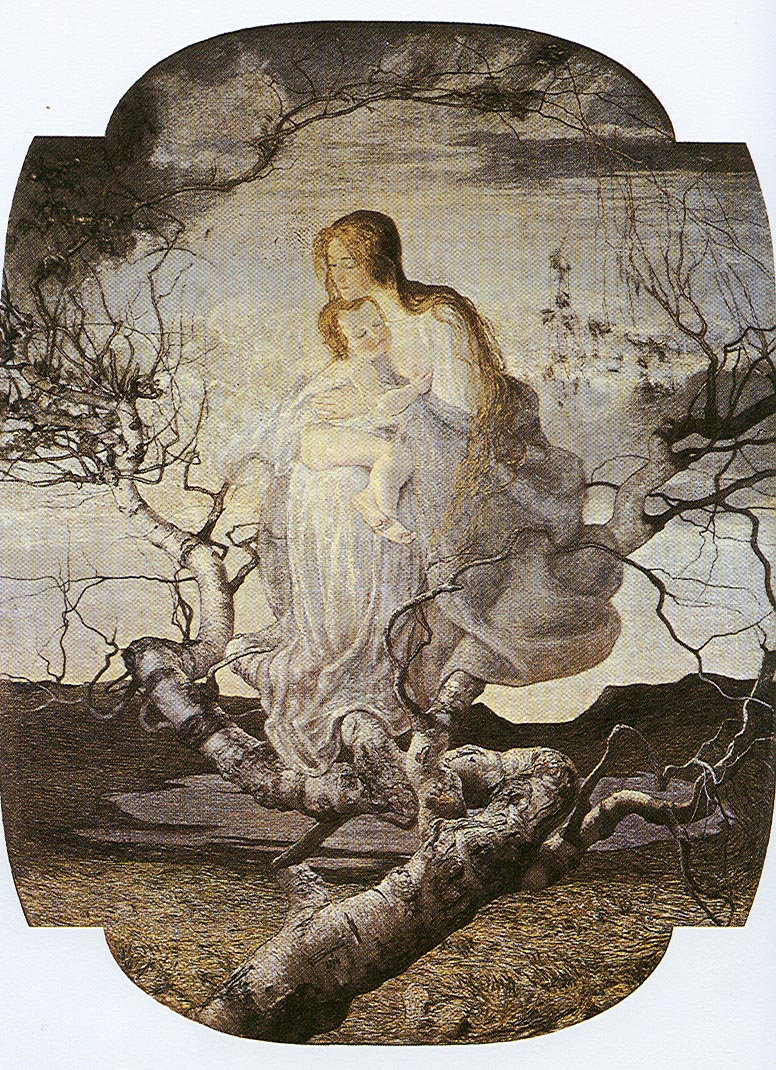
Der Engel des Lebens
L' angelo della vita

Als letztes Bild dieser Serie malte Segantini den versöhnlichen „Engel des Lebens“ als friedliches Gegenstück zu den verstörenden Winterbildern, in denen er die „Bösen Mütter“ aus dem Gedicht „Nirvana“ darstellte. Damit schloss er den Bogen zum Bild „Frucht der Liebe“, das er als erstes gemalt hatte.
Fast schwebend sitzt im Zentrum des Bildes eine junge Frau in der Haltung einer Madonna auf den Ästen einer Birke und umfasst liebevoll ihr Kind. Es schmiegt sich vertrauensvoll an die lebenspendende Brust, die durch das Gewand zu erkennen ist. Am Baum zeigen sich erste grüne Blätter, in der Berglandschaft ist der Schnee geschmolzen, im Hintergrund liegt eine Wasserlache.
Das Bild ist im Besitz der Galleria d’Arte Moderna, Mailand.